# Don't Hurt Yourself (Beyoncé)
Don't Hurt Yourself è un brano musicale della cantante statunitense Beyoncé in collaborazione con Jack White, terza traccia del suo sesto album in studio Lemonade, che è stato pubblicato il 23 aprile 2016 dalla Parkwood Entertainment e Columbia Records.
La canzone ha ricevuto una candidatura alla 59ª edizione dei Grammy Awards nella categoria miglior interpretazione rock.

## Descrizione
La canzone è stata prodotta da Jack White, dalla stessa Beyoncé e da Derek Dixie. Beyoncé e Jack White hanno anche scritto la canzone che contiene un campionamento del brano When the Levee Breaks scritto da Jimmy Page, John Paul Jones, John Bonham, ed eseguito da Led Zeppelin. Alcuni critici musicali hanno paragonato il brano con il suo singolo del 2006, Ring the Alarm. Jack White ha raccontato l'origine della canzone in un'intervista a NPR:

## Accoglienza
Scrivendo per Pitchfork, Jillian Mapes sostiene che Beyoncé sta «regalando al mondo un moderno Respect in Don't Hurt Yourself’». Mapes continua scrivendo: «Anche in un album con alcune delle migliori performance vocali registrate da Beyoncé fino ad oggi, Don't Hurt Yourself la fa cantare in un'altra dimensione, in particolare quella di Janis Joplin e di Tina Turner della fine degli anni '60». Amber Mackie di Revolt sottolinea che la canzone segue la narrazione di Hold Up con «energia e potenza» dai «ritmi propulsivi e dai riempimenti della batteria».
Nel 2021 Alexis Petridis del The Guardian classifica il brano al nono posto nella lista delle 30 migliori canzoni di Beyoncé., scrivendo che si tratti di un «ibrido rock/funk sul brano più aggressivo di Lemonade» e sottolineando che la versione Homecoming: The Live Album «amplifica ulteriormente le cose».

## Video musicale
Il video musicale della canzone fa parte di un film di un'ora con lo stesso titolo come il suo album d'origine, inizialmente andato in onda su HBO. Il video si apre con la parola «rabbia» scritta sullo schermo. La clip mostra un gruppo di donne che ballano in un cerchio e poi la cantante in piedi in un garage con altre due donne, che indossa un cappotto di pelliccia. Come voce fuori campo la cantante parla dell'altra donna.

## Esibizioni dal vivo
Don't Hurt Yourself fa parte della scaletta del The Formation World Tour con la prima esibizione dal vivo che è avvenuta a Miami al Marlins Park il 27 aprile 2016. Il brano è stato eseguito anche all'annuale MTV Video Music Awards, dove ha eseguito anche Pray You Catch Me, Hold Up, Sorry e Formation.

## Classifiche
| Classifica (2016)         | Posizione massima |
| ------------------------- | ----------------- |
| Canada                    | 53                |
| Francia                   | 106               |
| Regno Unito               | 36                |
| Regno Unito (R&B)         | 12                |
| Scozia                    | 30                |
| Stati Uniti               | 28                |
| Stati Uniti (R&B/Hip-Hop) | 16                |